# 浮田正忠
浮田 正忠（うきた まさただ、延宝1年（1673年） - 正徳2年10月12日（1712年11月10日））は、江戸時代中期の人物。八丈島に配流となった宇喜多一族。通称は、次郎、忠平。父は宇喜多秀正。子に正寿、正道。兄に秀親。

## 生涯
延宝1年（1673年）、宇喜多嫡家（孫九郎家）の当主宇喜多秀正の次男として生まれる。
浮田忠平家として分家がなされるも、正徳2年（1712年）、島内で大流行した天然痘により死去。享年40（戒名、深与了意信士）。